# ۲٬۷-دی هیدرو تیپین
۲٬۷-دی هیدرو تیپین (به انگلیسی: 2,7-Dihydrothiepine) با فرمول شیمیایی C6H8S یک ترکیب شیمیایی با شناسه پاب‌کم 61253 است. که جرم مولی آن ۱۱۲٫۱۹ گرم بر مول می‌باشد. 